# Alcatraz (televizijska serija)
Alcatraz je američka dramska televizijska serija koju su kreirali Elizabeth Sarnoff, Steven Lilien i Bryan Wynbrandt, a koju je producirala kuća Bad Robot Productions J. J. Abramsa. Serija je sa svojim prikazivanjem u SAD-u započela 16. siječnja 2012. godine u međusezoni. Prateći dvije radnje koje se zbivaju u različitom razdoblju, serija se fokusira oko zatvora Alcatraz koji je navodno zatvoren u ožujku 1963. godine zbog sigurnosnih razloga kako za zatvorenike tako i za stražare. Glavna premisa vrti se oko nestanka zatvorenika i čuvara 1963. godine koji se odjednom pojavljuju u sadašnjem vremenu u San Franciscu gdje ih lovi posebna vladina agencija. Glavne uloge u seriji ostvarili su Sarah Jones, Jorge Garcia, Sam Neill i Parminder Nagra.

## Sadržaj
Dana 21. ožujka 1963. godine preko 300 zatvorenika i više od 40 stražara nestalo je iz zatvora Alcatraz bez traga. Kako bi zataškali njihov nestanak, vlada je izmislila priču o zatvaranju zatvora zbog nesigurnosti i službenog premještaja zatvorenika u druge zatvore diljem SAD-a. Međutim, savezni agent Emerson Hauser (Sam Neill), mladi policajac iz San Francisca koji je bio zadužen za premještaj zatvorenika 1963. godine jedan je od prvih koji otkriva da su svi zapravo nestali. U sadašnjem vremenu u San Franciscu nestali zatvorenici i stražari se misteriozno vraćaju, jedan po jedan. Ono što je najčudnije, nitko od njih nije ostario niti dana i svi oni nisu svjesni da je prošlo punih 50 godina od njihovog "nestanka". Još čudnije je to što je vlada očigledno znala za njihov povratak pa Hauser vodi tajnu specijalnu postrojbu kojoj je zadaća pronaći i vratiti zatvorenike; postrojba postoji već dugo godina, budući se nije točno znao trenutak u kojem će se zatvorenici početi vraćati. Kako bi mu pomogli pronaći zatvorenike i uhititi ih, Hauser dovodi u svoju jedinicu detektivku Rebeccu Madsen (Sarah Jones) i dr. Diega Sotoa (Jorge Garcia), stručnjaka za povijest Alcatraza i njegovih zatvorenika, ujedno i autora knjige o istome. Zatvorenici se vraćaju u sadašnje vrijeme bez ikakvog sjećanja o tome gdje su bili, ali s nagonom da pronađu određene predmete te nastave sa svojim kriminalnim aktivnostima. 

## Glumačka postava

### Glavni glumci
- Sarah Jones kao Rebecca Madsen, istražiteljica za ubojstva iz San Francisca
- Jorge Garcia kao Dr. Diego "Doc" Soto, vlasnik doktorata iz područja kaznenog pravosuđa i povijesti SAD-a (razdoblje 1849. – 1865.); autor raznih knjiga o Alcatrazu,  vlasnik strip knjižare te pisac i crtač stripova
- Sam Neill kao Emerson Hauser, FBI agent i bivši policajac u San Franciscu koji je došao u Alcatraz pronaći nestale zatvorenike iz 1963. godine
- Parminder Nagra kao Lucy Banerjee, asistentica agenta Hausera
- Robert Forster kao Ray Archer, ujak detektivke Madsen i bivši čuvar zatvora na Alcatrazu
- Santiago Cabrera kao Jimmy Dickens, policajac iz San Francisca, ujedno zaručnik detektivke Madsen
- Jonny Coyne kao Edwin James, upravitelj zatvora na Alcatrazu
- Jason Butler Harner kao Elijah Bailey "E.B." Tiller, nemilosrdni zamjenik upravitelja zatvora

### Sporedne uloge

#### Zatvorenici
- David Hoflin kao Tommy Madsen (#2002)
- Jeffrey Pierce kao Jack Sylvane (#2024)
- Joe Egender kao Ernest Cobb (#2047)
- Michael Eklund kao Kit Nelson (#2046)
- Eric Johnson kao Cal Sweeney (#2112)
- James Pizzinato kao Paxton Petty (#2223)
- Adam Rothenberg kao Johnny McKee (#2055)
- Graham Shiels kao Pinky Ames (#2177)
- Travis Aaron Wade kao Herman Ames (#2178)
- Theo Rossi kao Sonny Burnett (#2088)
- Mahershalalhashbaz Ali kao Clarence Montgomery (#2214)
- Rami Malek kao Webb Porter (#2012)
- Greg Ellis kao Garrett Stillman (#2109)
- Brendan Fletcher kao Joe Limerick (Duh)

#### Čuvari
- Jim Parrack kao Guy Hastings
- Frank Whaley kao Donovan

## Epizode
| Br. | Naslov                | Redatelj       | Scenarist                                                      | Nadnevak prikazivanja |
| --- | --------------------- | -------------- | -------------------------------------------------------------- | --------------------- |
| 1. | "Pilot"               | Danny Cannon   | Steven Lilien, Bryan Wynbrandt i Elizabeth Sarnoff             | 16. siječnja 2012.    |
| Godinama nakon što je svaki zatvorenik Alcatraza misteriozno nestao, FBI agent Emerson Hauser i detektivka Rebecca Madsen uvučeni su u slučaj Jacka Sylvanea koji se ponovno nalazi na svom ubojitom putu. Agent i detektivka naknadno saznaju da je Sylvane zapravo bio jedan od zatvorenika na otoku. Nakon što im se pridruži "stručnjak za Alcatraz", dr. Soto, Hauser i Madsen kreću u utrku s vremenom kako bi zaustavili Sylvanea i riješili misterij Alcatraza. Ubrzo ga uhvate, a Hauser ga odvodi u zatvor sličan Alcatrazu smješten negdje u šumi. |                       |                |                                                                |                       |
| 2. | "Ernest Cobb"         | Jack Bender    | Alison Balian                                                  | 16. siječnja 2012.    |
| Ernest Cobb (Joe Egender), još jedan zatvorenik iz Alcatraza, vraća se i počne ubijati ljude snajperom. Madsen i Hauser pokušavaju ga spriječiti prije nego oduzme još više života. Ovo je epizoda u kojoj saznajemo da je Lucy radila kao doktorica još 60-tih godina u Alcatrazu gdje se prvi put susrela sa zatvorenikom Cobbom. |                       |                |                                                                |                       |
| 3. | "Kit Nelson"          | Jack Bender    | Jennifer Johnson                                               | 23. siječnja 2012.    |
| Ubojica djece koji ih otima i onda vraća kući njihova tijela ponovno se pojavljuje iz prošlosti, uzrokujući potjeru. Dr. Soto dokazuje svoje sposobnosti spajajući tragove koje ubojica ostavlja kako bi ga što lakše ulovili. Također otkrivamo i mračnu tajnu iz djetinjstva dr. Sotoa. |                       |                |                                                                |                       |
| 4. | "Cal Sweeney"         | Brad Anderson  | Robert Hull                                                    | 30. siječnja 2012.    |
| Pljačkaš banaka iz prošlosti ponovno prouzrokuje gužvu u sadašnjosti i stavlja Rebeccu u nezavidan položaj. |                       |                |                                                                |                       |
| 5. | "Guy Hastings"        | Charles Beeson | Steven Lilien i Bryan Wynbrandt                                | 6. veljače 2012.      |
| Pojavljuje se čuvar iz Alcatraza i djeluje puno nasilnije nego je tim očekivao. Čuvar se susreće s Rayem za kojeg Rebecca sumnja da ga koristi kako bi pronašao njezinog djeda. Otkrivamo da je Ray ujak od Rebecce. |                       |                |                                                                |                       |
| 6. | "Paxton Petty"        | Paul Edwards   | Steven Lilien, Bryan Wynbrandt, Robert Hull i Jennifer Johnson | 13. veljače 2012.     |
| Specijalist za vojne nagazne mine ponovno se pojavljuje i postavlja bombe po gradu. Rebecca, Soto i Hauser slijed seriju tragova i saznaju njegovu sljedeću metu. Hauser sazna da se Lucy možda neće probuditi iz kome pa je odvodi iz bolnice i dovodi dr. Beauregardu. |                       |                |                                                                |                       |
| 7. | "Johnny McKee"        | Brad Turner    | Toni Graphia                                                   | 20. veljače 2012.     |
| Johnny McKee, još jedan bivši zatvorenik Alcatraza, vraća se i započinje trovati ljude San Francisca, posebno muškarce koji se ponašaju kao srednjoškolci koji maltretiraju vršnjake. |                       |                |                                                                |                       |
| 8. | "The Ames Brother"    | Nick Copus     | Robert Hull                                                    | 5. ožujka 2012.       |
| Nakon što se braća Herman i Pinky Ames, koji su skoro pobjegli iz zatvora 1961. godine, vrate u moderno vrijeme, Soto se nađe uhvaćen i otet od ovog izuzetno nasilnog dvojca dok prate mapu koja ih navodno treba odvesti do blaga, a sve kulminira napetim susretom u Alcatrazu. |                       |                |                                                                |                       |
| 9. | "Sonny Burnett"       | Paul Edwards   | Toni Graphia i Robert Hull                                     | 5. ožujka 2012.       |
| Sonny Burnett u Alcatrazu je završio 1960. godine nakon što je oteo bogataše i držao ih u zatočeništvu tražeći otkupninu. Pojavljuje se u sadašnjosti, tražeći osvetu zbog načina na koji je s njim postupao voditelj zatvora Tiller. Također, pojavljuje se verzija u krvi uzete od zatvorenika 1963. godine. Saznajemo još više informacija o vezi između Rebecce, ujaka Raya i Tommyja. |                       |                |                                                                |                       |
| 10. | "Clarence Montgomery" | Jack Bender    | Leigh Dana Jackson                                             | 12. ožujka 2012.      |
| Nakon što pronađu mrtvu ženu na golf igralištu ubijenu na sličan način kao što je ubijena djevojka bivšeg zatvorenika Alcatraza Clarencea Montgomeryja, tim započinje sumnjati da se nevin Montgomery (krivo optužen i zatvoren za ubojstvo svoje djevojke) vratio i sada je odgovoran za zločine slične onom zbog kojeg je zatvoren. |                       |                |                                                                |                       |
| 11. | "Webb Porter"         | Jack Bender    | Steven Lilien i Bryan Wynbrandt                                | 19. ožujka 2012.      |
| Poslan u Alcatraz zbog ubojstva vlastite majke koja ga je kao malo dijete pokušala utopiti, svirač violine i bivši zatvorenik Webb Porter ponovno se vraća. Dobrovoljno daje krv Lucy, što za posljedicu ima njezino buđenje iz kome. |                       |                |                                                                |                       |
| 12. | "Garrett Stillman"    | Eagle Egilsson | Leigh Dana Jackson i Coleman Herbert                           | 26. ožujka 2012.      |
| Dr. Soto i Rebecca traže čovjeka koji bi mogao biti odgovor na sva pojavljivanja bivših zatvorenika. U međuvremenu, Hauser otkriva nove prostorije koje se nalaze u podzemlju Alcatraza. |                       |                |                                                                |                       |
| 13. | "Tommy Madsen"        | Aaron Lipstadt | Daniel Pyne i Jennifer Johnson                                 | 26. ožujka 2012.      |
| Rebecca pronalazi čovjeka koji je ubio njezinog partnera. |                       |                |                                                                |                       |

## Produkcija
U studenom 2011. godine Elizabeth Sarnoff, koautorica serije dala je ostavku na mjesto izvršne producentice. Ipak, ostala je "izvršna konzultantica".
Serija se snima u Vancouveru i San Franciscu. Scene iz druge epizode snimljene su u Toronto-Dominion banci u Vancouveru i filmskoj školi u Vancouveru, kao i same pozadine navedenih građevina.

## Kritike
U lipnju 2011. godine serija Alcatraz bila je jedna od onih koje su proglašene najočekivanijom novom televizijskom serijom tijekom prve dodjele kritičarskih televizijskih nagrada za koje glasaju novinari koji su pogledali nove Pilot epizode. Na popularnoj internet stranici Metacritic serija ima generalno pozitivnu ukupnu ocjenu 63/100.

## Povezanost s pravim zatvorom
Serija je ponovno podigla opću zainteresiranost javnosti za pravim zatvorom na Alcatrazu i to takvu da je National Park Service morao izraditi posebne znakove upozorenja za turiste. Obožavatelji televizijske serije znali su u nekoliko navrata pobjeći s ture i pokušati pronaći "glavni centar" koji je u seriji prikazan da se nalazi u podzemlju, ispod zatvora. Jedan od znakova na Alcatrazu ističe: "Televizijska serija Alcatraz bavi se izmišljenom pričom i mnoge prostorije koje su u njoj opisane nisu stvarne. Zatvorena područja otoka Vas štite, a također štite i povijesnu strukturu i razna ptičja gnijezda."

## Vanjske poveznice
- Alcatraz u internetskoj bazi filmova IMDb-a